# Pasar Baru (Sungai Penuh)
Pasar Baru is een bestuurslaag in het regentschap Sungai Penuh van de provincie Jambi, Indonesië. Pasar Baru telt 739 inwoners (volkstelling 2010).